# Präsidentschafts- und Parlamentswahl in Chile 2013
Die Präsidentschafts- und Parlamentswahl in Chile 2013 fand am 17. November statt. Die Stichwahl der Präsidentenwahl wurde am 15. Dezember durchgeführt.
Bei ihr wurden der Präsident der Republik und die Mitglieder des Nationalkongress (120 Mandate in der Abgeordnetenkammer und 20 von 38 Mandate im Senat) gewählt.

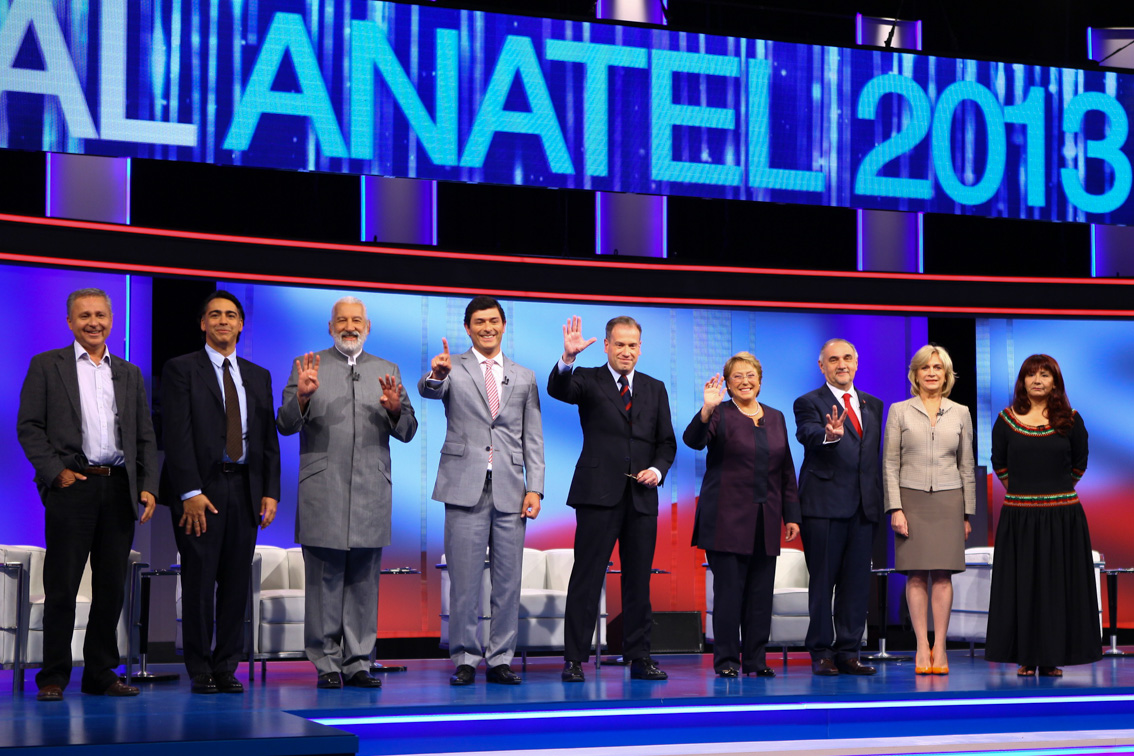
Die neun Kandidaten bei einer Fernsehdebatte

Es war die sechste Präsidentschaftswahl seit der Transición, um einen Nachfolger für den amtierenden Präsidenten Sebastián Piñera (RN) zu bestimmen.
Im ersten Wahlgang lag die sozialistische Ex-Präsidentin Michelle Bachelet erwartungsgemäß vor der konservativen Evelyn Matthei. Da Bachelet mit knapp 47 Prozent die erforderliche absolute Mehrheit jedoch verfehlte, musste sie am 15. Dezember 2013 in einer Stichwahl gegen Matthei antreten. Dort setzte sich Bachelet mit deutlichem Vorsprung gegen Matthei durch, sie erhielt rund 62,2 Prozent der Stimmen.

## Ergebnis

### Präsidentschaftswahl
| Kandidaten                                 | Kandidaten             | Parteien                                   | 1. Wahlgang | 1. Wahlgang | 2. Wahlgang | 2. Wahlgang |
| Kandidaten                                 | Kandidaten             | Parteien                                   | Stimmen     | %           | Stimmen     | %           |
| ------------------------------------------ | ---------------------- | ------------------------------------------ | ----------- | ----------- | ----------- | ----------- |
|                                            | Michelle Bachelet      | Nueva Mayoría (PS)                         | 3.075.839   | 46,7        | 3.470.379   | 62,2        |
|                                            | Evelyn Matthei         | Alianza por Chile (UDI)                    | 1.648.481   | 25,0        | 2.111.891   | 37,8        |
|                                            | Marco Enríquez-Ominami | Chile cambia (PRO)                         | 723.542     | 11,0        |             |             |
|                                            | Franco Parisi          | Unabhängig                                 | 666.015     | 10,1        |             |             |
|                                            | Marcel Claude          | Todos a La Moneda (PH)                     | 185.072     | 2,8         |             |             |
|                                            | Alfredo Sfeir          | Partido Ecologista Verde de Chile          | 154.648     | 2,3         |             |             |
|                                            | Roxana Miranda         | Partido Igualdad                           | 81.873      | 1,2         |             |             |
|                                            | Ricardo Israel         | Partido Regionalista de los Independientes | 37.744      | 0,6         |             |             |
|                                            | Tomás Jocelyn-Holt     | Unabhängig                                 | 12.594      | 0,2         |             |             |
| Gesamt                                     | Gesamt                 | Gesamt                                     | 6.585.808   | 100         | 5.582.270   | 100         |
|                                            |                        |                                            |             |             |             |             |
| Ungültige Stimmen                          | Ungültige Stimmen      | Ungültige Stimmen                          | 113.203     | 1,7         | 115.481     | 2,0         |
| Wähler                                     | Wähler                 | Wähler                                     | 6.699.011   | 49,4        | 5.697.751   | 41,9        |
| Wahlberechtigte                            | Wahlberechtigte        | Wahlberechtigte                            | 13.573.143  |             | 13.612.280  |             |
|                                            |                        |                                            |             |             |             |             |
| Quellen: SERVEL, 1. Wahlgang – 2. Wahlgang |                        |                                            |             |             |             |             |

### Parlamentswahl

#### Abgeordnetenkammer
| Wahlbündnisse                     | Wahlbündnisse                              | Listen                                     | Stimmen   | %    | Mandate |
| --------------------------------- | ------------------------------------------ | ------------------------------------------ | --------- | ---- | ------- |
|                                   | Nueva Mayoría                              | Partido Demócrata Cristiano de Chile       | 967.003   | 15,5 | 21      |
| Partido Socialista de Chile       | Nueva Mayoría                              | 691.713                                    | 11,1      | 15   |         |
| Partido por la Democracia         | Nueva Mayoría                              | 685.804                                    | 11,0      | 15   |         |
| Partido Comunista de Chile        | Nueva Mayoría                              | 255.914                                    | 4,1       | 6    |         |
| Partido Radical Socialdemócrata   | Nueva Mayoría                              | 225.955                                    | 3,6       | 6    |         |
| Movimiento Amplio Social          | Nueva Mayoría                              | 6.387                                      | 0,1       | –    |         |
| Unabhängige                       | Nueva Mayoría                              | 135.120                                    | 2,2       | 4    |         |
| ↳ Gesamt                          | Nueva Mayoría                              | 2.967.896                                  | 47,7      | 67   |         |
|                                   | Alianza por Chile                          | Unión Demócrata Independiente              | 1.179.342 | 19,0 | 29      |
| Renovación Nacional               | Alianza por Chile                          | 928.037                                    | 14,9      | 19   |         |
| Unabhängige                       | Alianza por Chile                          | 146.402                                    | 2,4       | 1    |         |
| ↳ Gesamt                          | Alianza por Chile                          | 2.253.781                                  | 36,2      | 49   |         |
|                                   | Chile cambia                               | Partido Progresista                        | 235.722   | 3,8  | –       |
| Partido Liberal de Chile          | Chile cambia                               | 16.664                                     | 0,3       | 1    |         |
| Unabhängige                       | Chile cambia                               | 85.437                                     | 1,4       | –    |         |
| ↳ Gesamt                          | Chile cambia                               | 337.823                                    | 5,4       | 1    |         |
|                                   | Partido Humanista de Chile                 | Partido Humanista de Chile                 | 208.879   | 3,4  | –       |
|                                   | Nueva Constitución para Chile              | Partido Igualdad                           | 67.094    | 1,1  | –       |
| Partido Ecologista Verde de Chile | Nueva Constitución para Chile              | 32.762                                     | 0,5       | –    |         |
| Unabhängige                       | Nueva Constitución para Chile              | 73.047                                     | 1,2       | –    |         |
| ↳ Gesamt                          | Nueva Constitución para Chile              | 172.903                                    | 2,8       | –    |         |
|                                   | Partido Regionalista de los Independientes | Partido Regionalista de los Independientes | 72.306    | 1,2  | –       |
|                                   | Unabhängige                                | Unabhängige                                | 206.634   | 3,3  | 3       |
| Gesamt                            | Gesamt                                     | Gesamt                                     | 6.220.222 | 100  | 120     |
|                                   |                                            |                                            |           |      |         |
| Ungültige Stimmen                 | Ungültige Stimmen                          | Ungültige Stimmen                          | 478.302   | 7,1  |         |
| Wähler                            | Wähler                                     | Wähler                                     | 6.698.524 | –    |         |
|                                   |                                            |                                            |           |      |         |
| Quelle: SERVEL                    |                                            |                                            |           |      |         |

#### Senat
| Wahlbündnisse                     | Wahlbündnisse                 | Listen                               | Stimmen   | %    | Mandate |
| --------------------------------- | ----------------------------- | ------------------------------------ | --------- | ---- | ------- |
|                                   | Nueva Mayoría                 | Partido Demócrata Cristiano de Chile | 744.261   | 16,5 | 2       |
| Partido Socialista de Chile       | Nueva Mayoría                 | 728.455                              | 16,2      | 4    |         |
| Partido por la Democracia         | Nueva Mayoría                 | 556.131                              | 12,3      | 3    |         |
| Movimiento Amplio Social          | Nueva Mayoría                 | 156.372                              | 3,5       | 1    |         |
| Partido Comunista de Chile        | Nueva Mayoría                 | 6.423                                | 0,1       | –    |         |
| Unabhängige                       | Nueva Mayoría                 | 91.112                               | 2,0       | 2    |         |
| ↳ Gesamt                          | Nueva Mayoría                 | 2.282.754                            | 50,6      | 12   |         |
|                                   | Alianza por Chile             | Renovación Nacional                  | 733.726   | 16,3 | 2       |
| Unión Demócrata Independiente     | Alianza por Chile             | 662.447                              | 14,7      | 5    |         |
| Unabhängige                       | Alianza por Chile             | 319.528                              | 7,1       | –    |         |
| ↳ Gesamt                          | Alianza por Chile             | 1.715.701                            | 38,0      | 7    |         |
|                                   | Nueva Constitución para Chile | Partido Igualdad                     | 70.692    | 1,6  | –       |
| Partido Ecologista Verde de Chile | Nueva Constitución para Chile | 9.895                                | 0,2       | –    |         |
| Unabhängige                       | Nueva Constitución para Chile | 95.328                               | 2,1       | –    |         |
| ↳ Gesamt                          | Nueva Constitución para Chile | 175.915                              | 3,9       | –    |         |
|                                   | Partido Humanista de Chile    | Partido Humanista de Chile           | 156.336   | 3,5  | –       |
|                                   | Chile cambia                  | Unabhängigen                         | 109.702   | 2,4  | –       |
|                                   | Unabhängige                   | Unabhängige                          | 68.706    | 1,5  | –       |
| Gesamt                            | Gesamt                        | Gesamt                               | 4.509.114 | 100  | 20      |
|                                   |                               |                                      |           |      |         |
| Ungültige Stimmen                 | Ungültige Stimmen             | Ungültige Stimmen                    | 343.051   | 7,1  |         |
| Wähler                            | Wähler                        | Wähler                               | 4.852.165 | –    |         |
|                                   |                               |                                      |           |      |         |
| Quelle: SERVEL                    |                               |                                      |           |      |         |